# Castruccio Castracani
Castruccio Castracani de Antelminelli (Lucca, 29 de marzo de 1281 - Lucca, 3 de septiembre de 1328) fue un condotiero italiano y duque de Lucca.

## Biografía
Castruccio nació en Lucca, hijo de Gerio de Castracane y de Puccia degli Stregh, miembro de la familia noble de Antelminelli, del partido gibelino. En 1300 fue exiliado con sus parientes y otros miembros de su facción por el partido "Negro" de los güelfos, entonces en ascendencia y residió en Pisa. A los diecinueve años quedó huérfano, y se trasladó a Inglaterra, donde su habilidad en el usode las armas le valieron algunas vitorias en torneos y consiguió el favor de Eduardo I de Inglaterra. Nuevamente  tuvo que exiliarse (esta vez a Francia) por haber matado a un cortesano durante un duelo. Se desempeñó como condottiero al servicio de Felipe IV de Francia en Flandes, como comandante de la caballería, y se distinguió en el encuentro de Arras y en la defensa de Thérouanne. Después de algunos años retornó a Italia en 1304, para volver a involucrarse en las luchas políticas del país. Se alineó con la familia Visconti en Lombardía y en 1313 bajo el mando del jefe gibelino Uguccione della Faggiola, señor de Pisa, en el centro de Italia.
Ayudó a Uguccione en muchas empresas, incluida la captura de la ciudad de Lucca (1314) y en la batalla de Montecatini (1315), en la que fue el principal protagonista de la victoria sobre la Liga güelfa liderada por los florentinos. Sin embargo, a causa de su creciente popularidad, Uguccione lo mantuvo encarcelado y fue condenado a muerte. Tras una insurrección de los Lucchesi que condujo a la expulsión de Uguccione y de su partido, Castruccio recuperó su libertad y su posición, y se aseguró entonces el triunfo gibelino.
Elegido el 12 de junio de 1316 señor (comocónsul vitalicio) de Lucca, luchó incesantemente contra los florentinos, aunque también abordóa algunas obras públicas,como la renovación del puente de la Magdalena, sobre el río Serchio. Al principio fue fiel consejero y partidario de Federico de Austria, quien en 1320 lo nombró vicario imperial de Lucca, Lunigiana y Valdinievole. Después de la batalla de Mühldorf, se dirigió al emperador Luis de Baviera, para quien sirvió muchos años. En 1325 derrotó a los florentinos en la batalla de Altopascio, y fue nombrado por el emperador duque de Lucca, Pistoya, Volterra y Luni. Dos años más tarde capturó la ciudad de Pisa, de la que fue nombrado vicario imperial. Pero, posteriormente, sus relaciones con Luis parecen haberse vuelto menos amigables y luego fue excomulgado por el legado papal en interés de los güelfos (1327).
Poco después, aún en la cúspide de su poderío, falleció repentinamente en su ciudad natal, víctima de la malaria. A su muerte en 1328, la fortuna de sus hijos pequeños fue quebrada por el triunfo de los güelfos.

### Obras sobre su vida
Nicolás Maquiavelo escribió en 1520 una obra sobre su vida, La vida de Castruccio Castracani. Se entiende que es ficticia en muchos momentos y que se basa en aforismos clásicos. La escribió más tarde que algunas de sus obras más conocidas y algunos comentaristas, como Leo Strauss, piensan que es importante para la comprensión de la filosofía política de Maquiavelo. Castruccio Castracani fue quizás el primer ejemplo del príncipe renacentista que Maquiavelo aspiraba para evitar que Italia fuese dominada por extranjeros. Sería una personificación del ideal descrito en El Príncipe y  a su vez, las campañas militares emprendidas por Castruccio evocan la política militar que Maquiavelo también describió en Del Arte de la Guerra.

Era grato con los amigos, terrible con los enemigos, justo con los súbditos, infiel con los extraños; nunca intento vencer por la fuerza cuando podía hacerlo por fraude; ya decía que era la victoria la que traía la gloria y no el modo de lograrla.
Nicolás Maquiavelo: La Vida de Castruccio Castracani.

La novela de Mary Shelley:  "Valperga" o "La vida y aventuras de Castruccio, Príncipe de Lucca", publicada en 1823, también se basa en la vida de Castruccio Castracani, aunque las fechas cambian ligeramente.